# Светско првенство у атлетици на отвореном 2011 — бацање кугле за жене
Такмичење у бацању кугле у женској конкуренцији на Светском првенству у атлетици 2011. у Тегуу је одржано 28. и 29. августа на стадиону Тегу.
Учествовало је 25 бацачица кугле из 17. земаља. Два највећа фаворита за освајање првог места биле су Новозеланђанка Валери Вили (која је вратила на коришћење свог девојачког презимена Адамс после развода 2010) и Надзеја Астапчук из Белорусије. Адамсова је бранилац титуле из Берлина, актуелни олимпијски победник из Пекинга и водећа у Дијамснтској лиги 2011. Астапчук је једина друга бацачица која има хитац преко 20,50 метара у сезони и држи рекорд сезоне са 20,94 м. У такмичењу су још учествовале Американке Џилијан Камарена-Вилијамс и Мишел Картер, Кинескиње Гунг Лиђао и Ли Линг сребрна из Берлина 2009. Надин Клајнерт сребрна из Пекинга 2008. Наталија Микневич које ове године нису имале запаженије резултате.

## Освајачи медаља
|                            |                               |                                              |
| Валери Адамс · Нови Зеланд | Надзеја Астапчук · Белорусија | Џилијан Камарена-Вилијамс · Сједињене Државе |

## Рекорди пре почетка Светског првенства 2011.
26. август 2011.
| Светски рекорд              | Наталија Лисовска · Совјетски Савез | 22,63 | Москва, СССР        | 7. јуни 1987.      |
| Рекорди светских првенстава | Наталија Лисовска · Русија          | 21,24 | Рим, Италија        | 5. септембар 1987  |
| Најбољи резултат сезоне     | Надзеја Астапчук · Белорусија       | 20,94 | Жуковски, Русија    | 3. јули 2011       |
| Афрички рекорд              | Вивијан Чуквумика · Нигерија        | 18.35 | Иџебу Оде, Нигерија | 17. април 2006     |
| Азијски рекорд              | Ли Мејсу · Кина                     | 21,76 | Шиђаџуенг, Кина     | 23. април 1988     |
| Северноамерички рекорд      | Белси Лаза · Куба                   | 20,96 | Мексико, Мексико    | 2. мај 1992        |
| Јужноамерички рекорд        | Елисанжела Адријано · Бразил        | 19,30 | Туња, Колумбија     | 14. јул 2001       |
| Европски рекорд             | Наталија Лисовска · Совјетски Савез | 22,63 | Москва, СССР        | 7. јуни 1987.      |
| Океанијски рекорд           | Валери Адамс · Нови Зеланд          | 21,07 | Солун, Грчка        | 13. септембар 2009 |

## Квалификационе норме
| A норма | Б норма |
| ------- | ------- |
| 18,30   | 17,30   |

## Сатница
| Датум            | Време | Коло          |
| ---------------- | ----- | ------------- |
| 28. август 2011. | 10:20 | Квалификације |
| 29. август 2011. | 20:40 | Финале        |

## Нови рекорди после Светског првенства 2011.
| Рекорди светских првенстава | Валери Адамс · Нови Зеланд | 21,24 | Тегу, Јужна Кореја | 29. август 2011 |
| Најбољи резултат сезоне     | Валери Адамс · Нови Зеланд | 21,24 | Тегу, Јужна Кореја | 29. август 2011 |
| Океанијски рекорд           | Валери Адамс · Нови Зеланд | 21,24 | Тегу, Јужна Кореја | 29. август 2011 |

Поред океанијског рекорда оборен је 1 национални рекорд (Нови Зеланд, изједначен рекорд светских првенстава, постигнут најбољи резултат сезоне, оборен један лични и 3 рекорда сезоне (најбољи лични резултат сезоне).

## Резултати

### Квалификације
Норма за улазак у финале је износила 18,65 (КВ), а испунило је 13 атлетичарки.
| Пласман | Група | Атлетичарка               | Држава            | #1    | #2    | #3    | Резултат | Белешке   |
| ------- | ----- | ------------------------- | ----------------- | ----- | ----- | ----- | -------- | --------- |
| 1       | A     | Валери Адамс              | Нови Зеланд       | 19,79 |       |       | 19,79    | КВ        |
| 2       | Б     | Гунг Лиђао                | Кина              | 19,21 |       |       | 19,21    | КВ        |
| 3       | Б     | Кристина Шваниц           | Немачка           | 19,20 |       |       | 19,20    | КВ, ЛРС   |
| 4       | A     | Џилијан Камарена-Вилијамс | САД               | 19,09 |       |       | 19,09    | КВ        |
| 5       | A     | Клиопатра Борел-Браун     | Тринидад и Тобаго | 18,20 | 18,41 | 18,95 | 18,95    | КВ        |
| 6       | A     | Ана Авдејева              | Русија            | 18,32 | 18,33 | 18,92 | 18,92    | КВ        |
| 7       | Б     | Јевгенија Колотко         | Русија            | 18,58 | 18,90 |       | 18,90    | КВ        |
| 8       | A     | Наталија Михневич         | Белорусија        | 18,88 |       |       | 18,88    | КВ        |
| 9       | Б     | Мишел Картер              | САД               | 18,85 |       |       | 18,85    | КВ        |
| 10      | A     | Надин Клајнерт            | Немачка           | 18,75 |       |       | 18,75    | КВ        |
| 11      | A     | Ли Линг                   | Кина              | 18,67 |       |       | 18,67    | КВ        |
| 12      | Б     | Кјара Роза                | Италија           | 17,69 | 18,27 | 18,28 | 18,28    |           |
| 13      | Б     | Маилин Варгас             | Куба              | x     | 18,27 | х     | 18,27    |           |
| 14      | A     | Мислејдис Гонзалез        | Куба              | 18,24 | 17,96 | 17,83 | 18,24    |           |
| 15      | Б     | Љу Сјангжунг              | Кина              | 17,59 | 17,96 | 18,22 | 18,22    |           |
| 16      | A     | Жили Лабонте              | Канада            | 17,66 | 18,04 | х     | 18,04    |           |
| 17      | A     | Јозефин Терлецки          | Немачка           | 17,85 | 17,72 | 17,20 | 17,85    |           |
| 18      | Б     | Наталија Дуко             | Чиле              | 17,42 | х     | 17,42 | 17,42    |           |
| 19      | A     | Сара Стивенс-Вокер        | САД               | 16,50 | х     | 17,20 | 17,20    |           |
| 20      | Б     | Анита Мартон              | Мађарска          | х     | 16,33 | 17,04 | 17,04    |           |
| 21      | Б     | Ли Ми-Јунг                | Јужна Кореја      | 16,08 | 16,18 | 15,96 | 16,18    |           |
| 22      | Б     | Симоне ди Тоа             | Јужна Африка      | 15,83 | х     | х     | 15,83    |           |
| 23      | A     | Радослава Мавродијева     | Бугарска          | х     | 15,76 | х     | 15,76    |           |
| 4       | Б     | Надзеја Астапчук          | Белорусија        | 19,11 |       |       | 19,11    | КВ, Диск. |
| 6       | Б     | Ана Омарова               | Русија            | 17,86 | 18,01 | 19,03 | 19,03    | КВ, Диск. |

### Финале
| Пласман | Атлетичарка               | Држава            | #1    | #2    | #3    | #4    | #5    | #6    | Резултат | Белешке        |
| ------- | ------------------------- | ----------------- | ----- | ----- | ----- | ----- | ----- | ----- | -------- | -------------- |
|         | Валери Адамс              | Нови Зеланд       | 19,37 | х     | 20,04 | 20,72 | х     | 21,24 | 21,24    | =РСП, ОКР, СРС |
|         | Џилијан Камарена-Вилијамс | САД               | 19,63 | 18,53 | 19,24 | 20,02 | 18,80 | 19,44 | 20,02    |                |
|         | Гунг Лиђао                | Кина              | 19,64 | х     | х     | 19,82 | 19,97 | х     | 19,97    |                |
| 4.      | Јевгенија Колотко         | Русија            | 18,42 | 18,28 | 19,78 | х     | х     | 19,26 | 19,78    | ЛР             |
| 5.      | Ли Линг                   | Кина              | 19,12 | 19,71 | 19,23 | 19,60 | 19,50 | 19,49 | 19,71    |                |
| 6.      | Ана Авдејева              | Русија            | 18,80 | 18,65 | 19,16 | 18,96 | 19,54 | 18,51 | 19,54    | ЛРС            |
| 7.      | Надин Клајнерт            | Немачка           | 19,26 | х     | 18,83 | х     | х     | -     | 19,26    | ЛРС            |
| 8.      | Мишел Картер              | САД               | 18,76 | х     | 18,13 |       |       |       | 18,76    |                |
| 9.      | Наталија Михневич         | Белорусија        | 18,44 | х     | 18,47 |       |       |       | 18,47    |                |
| 10.     | Кристина Шваниц           | Немачка           | 17,96 | х     | х     |       |       |       | 17,96    |                |
| 11.     | Клиопатра Борел-Браун     | Тринидад и Тобаго | х     | 17,62 | 17,53 |       |       |       | 17,62    |                |
| 2       | Надзеја Астапчук          | Белорусија        | 19,58 | 19,34 | 19,87 | 19,87 | 20,05 | 19,60 | 20,05    | Диск.          |
| 10.     | Ана Омарова               | Русија            | 18,67 | х     | х     |       |       |       | 18,67    | Диск.          |

Легенда: СР = Светски рекорд, РСП = Рекорд светских првенстава, ЕР = Европски рекорд, ОКР = Океанијски рекорд, СРС = Светски рекорд сезоне (најбоље време сезоне на свету), РС = Рекорд сезоне (најбоље лично време сезоне), НР = Национални рекорд, ЛР = Лични рекорд